# Saturnino di Verona
Saturnino (Verona, ... – 320 circa) è stato vescovo di Verona dal 304 al 320. È venerato come santo dalla Chiesa cattolica.

## Biografia
San Saturnino è stato il quinto vescovo di Verona, dopo san Procolo (260-314) e prima di san Lucillo (343-356). Di lui sono pervenute poche notizie, nel martirologio della chiesa veronese viene definito "insigne per la sua dottrina circa le cose umane e divine". Morì il 7 aprile di un anno imprecisato e fu sepolto nella cripta della chiesa di San Procolo, per essere poi traslato nel VI secolo nella chiesa di Santo Stefano.
Nel Martirologio Romano veniva ricordata il 7 aprile, dal 1961 la sua festa è stata annoverata in quella comune di tutti i vescovi veronesi, il 27 aprile.